# Siège de Bonneville-sur-Touques (1417)
Pour les articles homonymes, voir Siège de Bonneville-sur-Touques.
Guerre de Cent Ans
Batailles
Le siège de Bonneville-sur-Touques de 1417 est une opération militaire menée du 1er au 9 août 1417 par les forces anglaises dirigées par Henri V d'Angleterre, avec le soutien de Jean Cornouaille et Guillaume Porter, contre le château de Bonneville-sur-Touques en Normandie, dans le cadre de la guerre de Cent Ans. Défendu par Guillaume Le Comte et Jean de Bonenfant, lieutenants du capitaine absent Jean Ier d'Angennes, le château capitule après une résistance de quelques jours, marquant la première étape de la conquête anglaise de la Normandie.

## Contexte
En 1417, la guerre de Cent Ans est marquée par la faiblesse du royaume de France, affaibli par la démence de Charles VI et les luttes entre les factions Armagnacs et Bourguignons. Après sa victoire à Azincourt (1415) et la prise de Harfleur, Henri V d'Angleterre lance une campagne ambitieuse pour conquérir la Normandie, revendiquée comme partie de son domaine. Le 1er août 1417, il débarque à l'embouchure de la Touques, près de l'actuelle Trouville, avec une armée estimée entre 16 400 et 47 000 hommes, équipée d’une artillerie conséquente,. 
Bonneville-sur-Touques, située sur le fleuve Touques, est une place forte stratégique grâce à son château fortifié, doté de murailles, de plusieurs tours, et d’une porte ogivale datant du XIIe ou XIIIe siècle. La garnison, commandée par Guillaume Le Comte et Jean de Bonenfant, lieutenants du capitaine Jean Ier d'Angennes, comptait environ 500 hommes, incluant chevaliers, écuyers, et soldats. Jean d’Angennes, absent lors du siège, avait jugé le château indéfendable.

## Déroulement

### Débarquement anglais
Le 1er août 1417, Henri V d'Angleterre débarque à Touques avec une flotte de 1 500 navires et une armée de plusieurs milliers d’hommes. Immédiatement, les Anglais assiégèrent le château de Bonneville-sur-Touques, première cible de leur campagne normande. L’opération était dirigée par Henri V, avec Jean Cornouaille et Guillaume Porter, chevaliers anglais, chargés de négocier la reddition. La garnison française tente de s’opposer au débarquement, mais est repoussée, perdant son commandant (nom non retrouvé pour l'instant dans les sources) lors de l’affrontement initial.

### Retranchement
Sous le commandement de Guillaume Le Comte et Jean de Bonenfant, la garnison d'environ 500 hommes s'abrite dans le château, s'appuyant sur ses fortifications robustes, incluant une enceinte de murailles et une porte ogivale,. La résistance est brève, probablement en raison de l’absence de renforts, de la supériorité numérique anglaise, et de l'artillerie déployée par Henri V. Les défenseurs, isolés et sous pression, ne peuvent tenir plus de quelques jours face à l'assaut anglais.

### Capitulation
Le 3 août 1417, après seulement deux jours de siège, Guillaume Le Comte et Jean de Bonenfant signent un traité de capitulation, stipulant que le château serait rendu le 9 août si aucun secours français n'arrivait avant midi,. Les termes, négociés avec Jean Cornouaille et Guillaume Porter, garantissaient la vie des défenseurs, leurs biens, et leur équipement, sauf les vivres et l’artillerie du château. Sept otages sont livrés pour assurer le respect de l'accord. Le 9 août, sans secours, le château est remis aux Anglais, et les défenseurs reçurent un sauf-conduit pour quitter la place.

## Conséquences
La chute de Bonneville-sur-Touques marque le début de la conquête anglaise de la Normandie, ouvrant la voie à la prise de Caen (août 1417) et Bayeux (septembre 1417). Le château est occupé par les Anglais jusqu'en 1429, lorsqu'un coup de main audacieux permit aux Français de le reprendre temporairement, avant une nouvelle perte en 1430. Il est définitivement reconquis par Charles VII en 1450 lors de la reconquête de la Normandie.
Guillaume Le Comte et Jean de Bonenfant sont jugés à Paris et condamnés pour n’avoir pas résisté suffisamment, reflétant les tensions politiques entre Armagnacs et Bourguignons. Jean de Bonenfant, membre d’une famille influente du canton de Mézidon, était lié à des domaines comme Magny-le-Freule et Méry-Corbon. L'absence de Jean Ier d'Angennes, capitaine nominal, est critiquée, certains rapports lui suggérant d'abandonner la place, la jugeant indéfendable,.
Le château, avec ses murailles et sa porte ogivale, reste une place forte notable, bien que son rôle stratégique diminue après 1417. Le siège illustre la rapidité et l’efficacité de la campagne d’Henri V, combinant supériorité numérique et négociations rapides.